# Anomis samoana
Anomis samoana är en fjärilsart som beskrevs av Butler 1886. Anomis samoana ingår i släktet Anomis och familjen nattflyn. Inga underarter finns listade i Catalogue of Life.